# Serż Sarkisjan

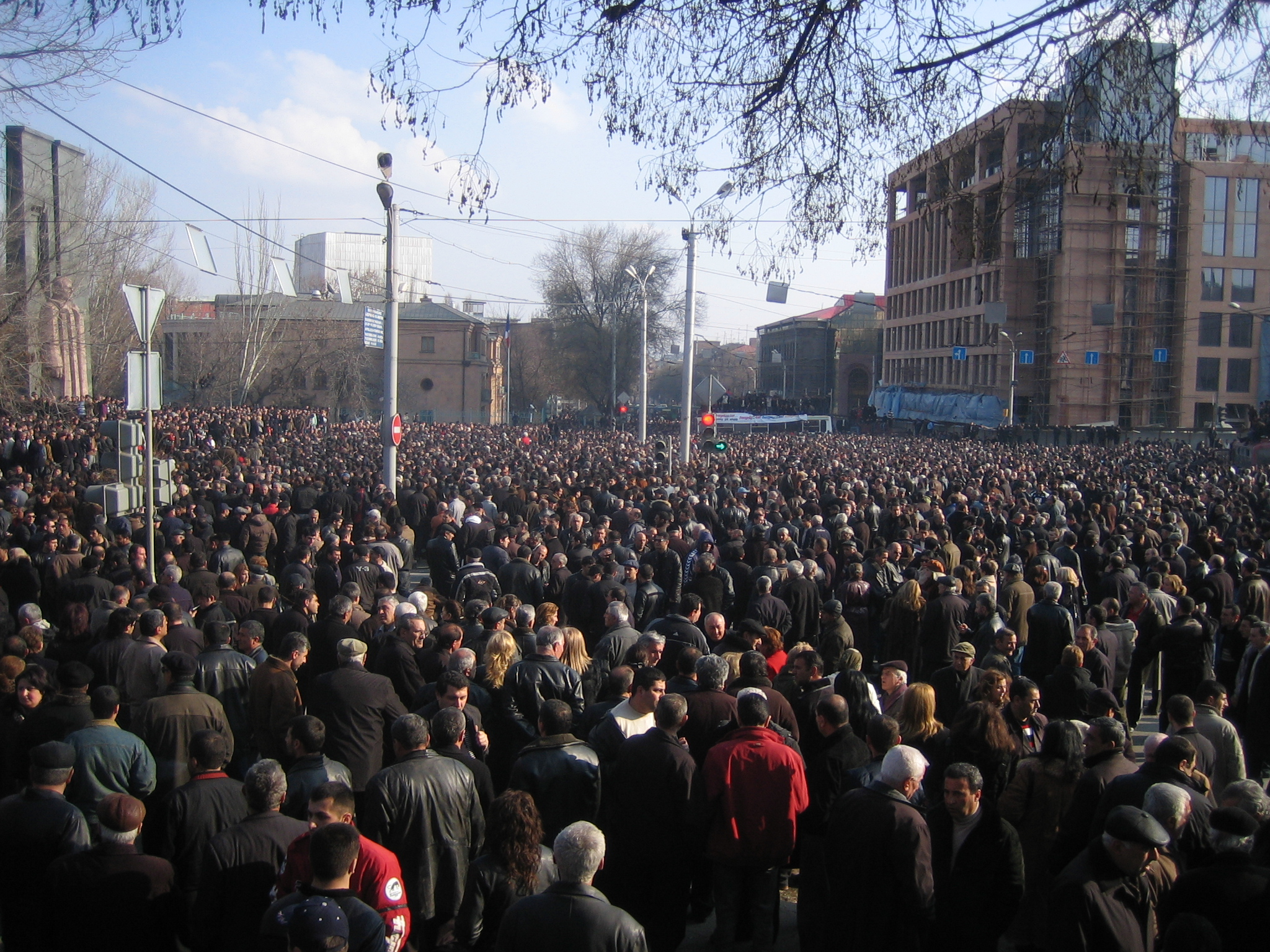
Demonstracja przeciw wynikom wyborów prezydenckich w Erywaniu (2008)

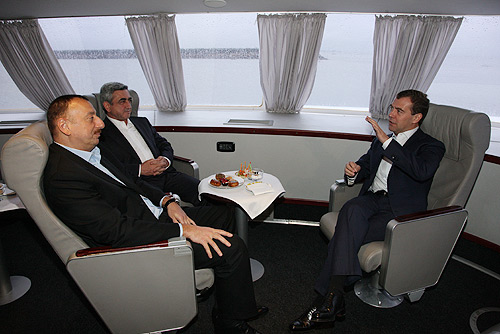
Serż Sarkisjan, İlham Əliyev i Dmitrij Miedwiediew (2009)

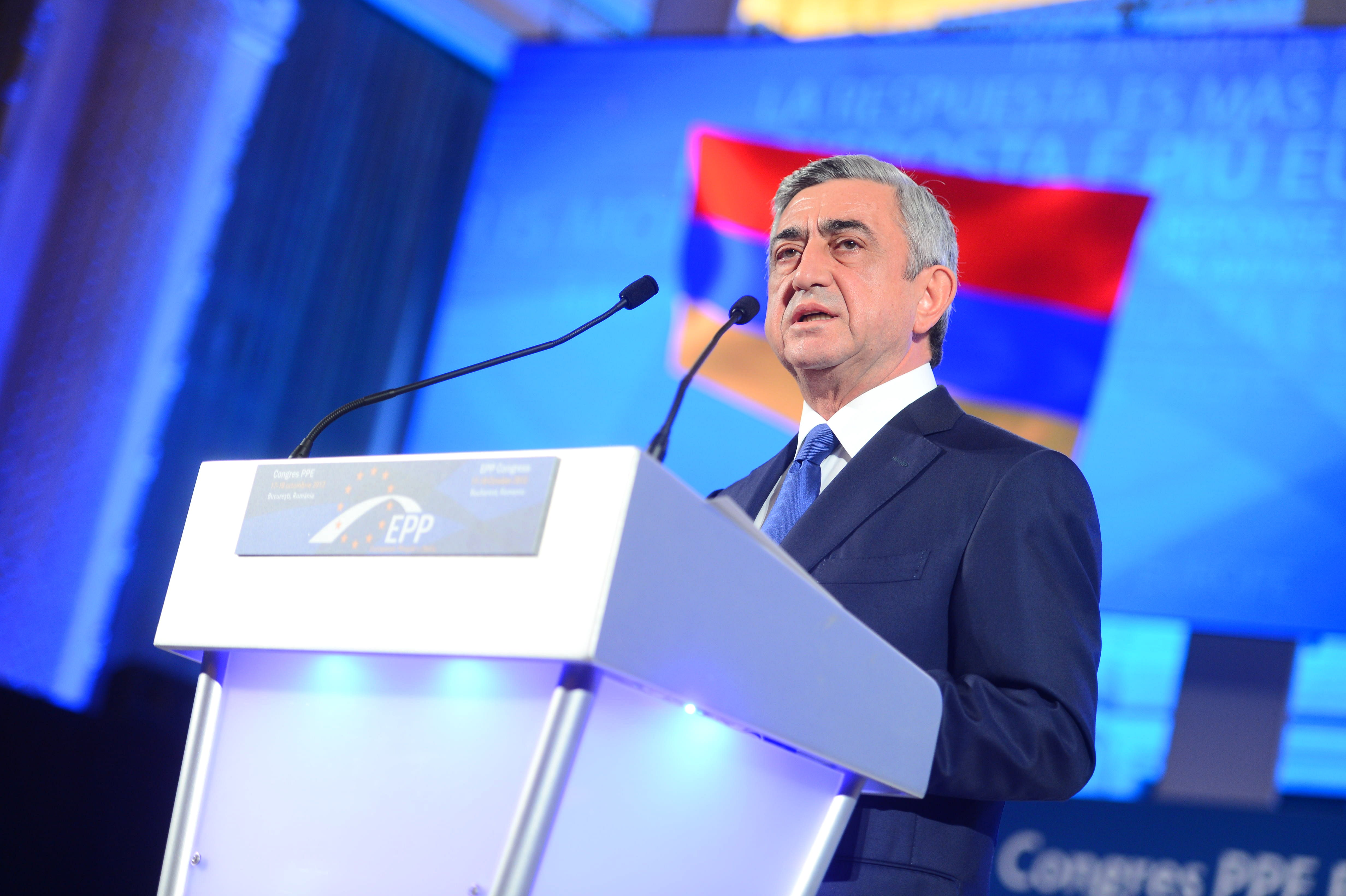
Serż Sarkisjan przemawiający na kongresie Europejskiej Partii Ludowej (2012)

Serż Sarkisjan (orm. Սերժ Սարգսյան, ur. 30 czerwca 1954 w Stepanakercie) – ormiański polityk, działacz społeczności ormiańskiej w Górskim Karabachu, działacz państwowy w niepodległej Armenii, premier Armenii od 26 marca 2007 do 9 kwietnia 2008 i ponownie od 17 do 23 kwietnia 2018. Zwycięzca wyborów prezydenckich w 2008 roku, od 9 kwietnia 2008 do 9 kwietnia 2018 prezydent Armenii. Lider Republikańskiej Partii Armenii.

## Edukacja
Wychowywał się w Stepanakercie, stolicy Górskiego Karabachu (wówczas obwodu autonomicznego w granicach Azerbejdżańskiej SRR). W 1971 podjął studia na Uniwersytecie Państwowym w Erywaniu. W latach 1973–1974 odbył służbę wojskową w Armii Radzieckiej. Studia filologiczne na Uniwersytecie w Erywaniu ukończył w 1979. W trakcie studiów, w latach 1975–1979 pracował jako robotnik w fabryce elektrotechnicznej w Erywaniu.

## Kariera polityczna
Po powrocie do Karabachu podjął działalność w strukturach partyjnych. Od 1979 był etatowym pracownikiem Komitetu Miejskiego Komsomołu w Stepanakercie: kierownikiem wydziału, II sekretarzem, a w latach 1983–1985 I sekretarzem KM Komsomołu. Kierował również wydziałem propagandy i agitacji w Komitecie Miejskim w Stepanakercie, a od 1985 był asystentem I sekretarza Komitetu Obwodowego KPZR w Górskim Karabachu.
Pod koniec lat 80. związał się z lokalnym ruchem ormiańskim, którego celem było wyłączenie Karabachu z granic Azerbejdżańskiej SRR i zjednoczenie z Armenią. Był bliskim współpracownikiem jednego z przywódców ruchu – Roberta Koczariana. Na przełomie lat 80. i 90. nastąpiła eskalacja konfliktu między Ormianami i Azerami w Górskim Karabachu. Sarkisjan stał w latach 1989–1993 na czele Komitetu Sił Samoobrony Górskiego Karabachu. W 1990 został wybrany do Rady Najwyższej Armenii, a w 1991 do Rady Najwyższej Republiki Górskiego Karabachu. W latach 1992–1993 pełnił obowiązki ministra obrony republiki karabachskiej. Na czele władz Karabachu stał w tym samym czasie Robert Koczarian. Kierowane przez Sarkisjana siły zbrojne odniosły wówczas szereg sukcesów militarnych w zmaganiach z wojskiem Azerbejdżanu.
W uznaniu zasług odniesionych w trakcie wojny w Karabachu, w 1993 prezydent Armenii Lewon Ter-Petrosjan mianował Sarkijana ministrem obrony w rządzie Republiki Armenii. Dwa lata później Sarkisjan stanął na czele Zarządu ds. Bezpieczeństwa Narodowego. W 1996 został szefem nowo utworzonego resortu spraw wewnętrznych i bezpieczeństwa narodowego (MSWiBN). Zachował stanowisko w rządzie pod kierownictwem Koczariana, powołanego na premiera w marcu 1997. Po rezygnacji Ter-Petrosjana z funkcji prezydenta w 1998 Sarkisjan poparł kandydaturę Koczariana w wyborach prezydenckich. Latem 1999 po rozdzieleniu MSWiBN Sarkisjan został ministrem bezpieczeństwa narodowego. Podał się do dymisji po ataku terrorystów w budynku parlamentu ormiańskiego, do którego doszło 27 października 1999. W jego wyniku zginęli m.in. premier Wazgen Sarkisjan i przewodniczący parlamentu Karen Demirczian.
W listopadzie 1999 prezydent Koczarian powołał Sarkisjana na szefa swojej administracji i sekretarza Rady Bezpieczeństwa Narodowego. W maju 2000 Sarkisjan, zachowując stanowisko sekretarza RBN, objął funkcję ministra obrony w rządzie Andranika Markariana, które pełnił do 2007. W 2003 kierował sztabem wyborczym Koczariana w wyborach prezydenckich. Wstąpił również do proprezydenckiej Republikańskiej Partii Armenii.
Dzień po śmierci premiera Markariana, objął 26 marca 2007 funkcję pełniącego obowiązki premiera. 4 kwietnia 2007 został zatwierdzony przez parlament na stanowisku szefa rządu, jednocześnie zrezygnował ze stanowiska szefa resortu obrony.

## Prezydent (2008–2018) i Premier (2018)
Serż Sarkisjan mając m.in. poparcie prezydenta Koczariana i Republikańskiej Partii Armenii udzielone mu jesienią 2007, wystartował w wyborach prezydenckich, które odbyły się 19 lutego 2008. Według ostatecznych wyników ogłoszonych 25 lutego przez Centralną Komisję Wyborczą, Sarkisjan zdobył ponad 862 369 głosów (52,82%), co dało mu zwycięstwo już w I turze. Przedstawiciele opozycji nie uznali wyników, protestując przeciwko nieprawidłowościom, do których miało dojść w trakcie wyborów.
Zwolennicy Lewona Ter-Petrosjana, który w wyborach zajął drugie miejsce z wynikiem 21,5% głosów poparcia, zaraz po wyborach zorganizowali Erywaniu masowe protesty uliczne, które domagały się unieważnienia wyborów. 1 marca 2008 protesty zostały brutalnie stłumione przez policję. Śmierć poniosło 8 osób, a w kraju wprowadzono 20 dniowy stan wyjątkowy.
9 kwietnia 2008 oficjalnie objął urząd prezydenta Armenii. Tego samego dnia mianował na stanowisko premiera Tigrana Sarkisjana, dyrektora Banku Centralnego Armenii. Sarkisjan jeszcze w kwietniu zobowiązał się współpracować z Radą Europy w celu zakończenia konfliktu z opozycją, której wielu działaczy zostało uwięzionych z powodu ich powyborczych protestów. W tym celu powołał specjalna grupę roboczą, która miała zając się wcielaniem w życie rezolucji Zgromadzenia Parlamentarnego Rady Europy.
W kwietniu 2008 Sarkisjan oświadczył również wolę normalizacji stosunków z Turcją bez żadnych warunków wstępnych. Zapowiedział jednocześnie dalsze zabieganie o międzynarodowe uznanie ludobójstwa Ormian, dokonanego przez Turcję w 1915. Rezultatem nowej polityki była pierwsza w historii wizyta tureckiego szefa państwa (prezydenta Abdullaha Güla) w Armenii we wrześniu 2008.
Po wygaśnięciu drugiej, 5-letniej kadencji, 9 kwietnia 2018 Serż Sarkisjan przekazał urząd prezydenta Armenii Armenowi Sarkisjanowi. Osiem dni później został powołany przez parlament na nowego premiera Armenii. 23 kwietnia 2018 wobec protestów społecznych przeciwko objęciu przez niego tej funkcji, ogłosił odejście z urzędu i przekazał pełnienie obowiązków szefa rządu Karenowi Karapetianowi.

### Życie prywatne
Sarkisjan jest właścicielem dużego majątku, pochodzącego głównie z importu ropy naftowej do Armenii. Od 1983 był żonaty z Ritą Sarkisjan, z zawodu nauczycielką muzyki, z którą ma dwoje dzieci. Żona zmarła w 2020.